# Браун, Яков Вениаминович
Я́ков Вениами́нович Бра́ун (Израиль Беньяминович Броун; 20 марта 1889, Елисаветград — 21 декабря 1937, Куйбышев) — советский писатель, литературный и театральный критик, журналист, редактор, член Центрального бюро Партии левых эсеров. Расстрелян, реабилитирован.

## Биография
Родился в семье торговца мануфактурой Бениамина Исухеровича Броуна. Учёбе на юридическом факультете в Австрии помешала Первая мировая война. Н. Н. Соболевская, современный биограф Брауна, пишет о нём, как о «человеке ренессансного склада»: 

Фигура совершенно фантасмагорическая <…>: почти профессиональный музыкант, шахматист (самый высокий разряд по тем временам), страстный театрал, <…>, беллетрист <…>. К тому же блестящий литературный критик.

### Политическая деятельность
В 1909—1914 гг. участник молодёжных эсеровско-народнических кружков. С 1917 г. член партии эсеров. Первоначально стоял на центристских позициях, с 1919 г. левый эсер, редактор партийных изданий. Член Центрального бюро ПЛСР. Участвовал в учреждении УПЛСР (борьбистов) в 1919 г. и ПЛСР (синдикалистов) Украины в 1920 г. С 1922 г. член Центрального бюро «Объединения Партии левых эсеров и Союза эсеров-максималистов».

### Аресты
В марте 1921 г. арестован и около года провёл в лагере.
Летом 1923 г. арестован за выступление на вечере в Политехническом музее, посвященном П. Л. Лаврову. В январе 1924 переведён в Суздальский политизолятор, в том же году провел 15-дневную голодовку. С марта 1925 находился в Ярославском политизоляторе. По другим сведениям отбыл трёхлетний срок заключения в Ярославском политизоляторе. В мае 1926 жил в ссылке в Костроме(?), затем в 1926—1929 — в Усть-Сысольске. После освобождения вернулся в Москву.
14 февраля 1933 г. арестован по одному делу вместе с Е. Е. Колосовым, редактором сочинений Н. К. Михайловского и хранителем его архива, в июне того же года постановлением ОСО при ОГПУ приговорён к трём годам ссылки в Самару. Работал в ссылке завлитом Драматического театра, преподавал литературу красноармейцам в Учебном комбинате 106 артиллерийского полка.
Арестован 9 февраля 1937 как бывший эсер. Вместе с другими бывшими эсерами и меньшевиками (всего по делу проходило 25 человек) обвинён в создании подпольной контрреволюционной организации по ст. 58-10 и 58-11 УК РСФСР. Все они были осуждены тройкой при Управлении НКВД по Куйбышевской области 7 декабря 1937 и приговорены к расстрелу. Расстрелян 21 декабря 1937 в Куйбышеве. Реабилитирован Военным трибуналом Приволжского военного округа в ноябре 1956.

### Литератор
Заочно был принят во Всероссийский союз писателей (1926), членский билет № 36, подпись на билете В. В. Вересаева. 8 января 1927 жена Фанни Григорьевна выслала ему при помощи Е. П. Пешковой его рукописи и бумаги. После освобождения в 1929 году вернулся в Москву, написал ряд художественных произведений.
Автор повестей «Гамбит дьявола» (написан 1928 г. в ссылке), «Шахматы», «Самосуд», «Старики».
Автор первой в стране монографии об Андрее Белом (написана в ссылке), первой статьи о романе «Мы» Е. Замятина, которую сам Замятин считал лучшей.
Московский журнал «Театр и музыка» специально для Брауна открыл рубрику «Театр и литература». Планировал написать книгу о творчестве Замятина.
Статьи в журнал «Сибирские огни» (редактор В. Правдухин) отправлял из политизолятора. Вёл переговоры с издательством «Никитинские субботники» об издании 4-томного собрания сочинений.
При аресте в 1937 г. изъяты рукописи «Есенин и Маяковский», «Современное женское творчество» (с главами о Цветаевой, Ахматовой, С. Парнок, Крандиевской) и другие. Все они, по-видимому, уничтожены по окончании следствия.

## Семья
- Отец — Вениамин Израилевич (Бениамин Срулевич) Броун (1866—1940).
- Мать — Дина Моисеевна Броун (урождённая Шполянская) (1869—1932).
  - Брат — Марк Вениаминович Броун  (1893—1959), медик, работал в Военно-медицинской академии.
  - Сестра — Рахиль Вениаминовна Броун (в замужестве Болтянская, 1895—1983).
  - Сестра — Татьяна Вениаминовна Броун (в замужестве Барскунская, 1905—1982).
- Первая жена — А. С. Браун-Бройдо.
- Вторая жена — Фанни Григорьевна Браун (урождённая Блюмкина, 1890—1964)[5][9].
  - Дочь  — Нина Яковлевна Браун (1922—1986), преподаватель литературы, последнее место работы школа №784 (Новогиреево, Москва).
- Третья жена — Александра Вячеславовна Браун (урождённая Кулеш, 1902—1965)[10].
  - Дочь — Светлана Яковлевна Рязанова (1927—2000), учитель литературы в школе № 29, Куйбышев[6]
  - Дочь — Изольда Яковлевна Браун (1937—1939).

## Произведения
- Деревни последние песни // Московский понедельник (газета), 1922, 7 августа (о книгах С. Есенина, Н. Клюева и П. Орешина).
- Браун Як. Взыскующий человека: (Творчество Евгения Замятина) // Сибирские огни. 1923. № 5 — 6. Сент. — окт. С. 225—240.
- Я. Браун. Без пафоса — без формы // Новая Россия, 1926, № 1, стр. 85, 86.